# Campeonato de Clubes de Oceanía 1999
El Campeonato de Clubes de Oceanía 1999 fue la segunda edición del máximo torneo a nivel clubes de Oceanía. Se jugó en las ciudades fiyianas de Nadi y Lautoka entre el 18 y el 26 de septiembre y participaron nueve equipos de nueve países diferentes.
Significó la reedición del torneo luego de que se jugara por primera vez en 1987. Desde entonces, la competencia comenzó a ser jugada más seguido hasta volverse un evento anual.
El South Melbourne australiano obtuvo el título tras vencer en la final al Nadi fiyiano por 5-1, por lo que consiguió una plaza para el Campeonato Mundial de Clubes de la FIFA 2000.

## Equipos participantes
| País                   | Equipo          | Vía de clasificación                              |
| ---------------------- | --------------- | ------------------------------------------------- |
| Australia 1 cupo       | South Melbourne | Campeón de la National Soccer League 1998-99      |
| Fiyi 1 cupo            | Nadi            | Campeón de la Liga Nacional de Fiyi 1998          |
| Islas Salomón 1 cupo   | Malaita Eagles  | Ganador de la Copa de Islas Salomón 1998          |
| Nueva Zelanda 1 cupo   | Central United  | Campeón de la Liga Nacional de Nueva Zelanda 1999 |
| Samoa 1 cupo           | Kiwi            | Campeón de la Liga Nacional de Samoa 1997         |
| Samoa Americana 1 cupo | Konica Machine  | Campeón de la Liga de Fútbol FFAS 1998            |
| Tahití 1 cupo          | Vénus           | Campeón de la Primera División de Tahití 1998     |
| Tonga 1 cupo           | Lotoha'apai     | Campeón de la Primera División de Tonga 1998      |
| Vanuatu 1 cupo         | Tafea           | Campeón de la Primera División de Vanuatu 1998    |

## Fase de grupos

### Grupo A
| Equipo          | J | G | E | P | GF | GC | GD  | Pts |
| --------------- | - | - | - | - | -- | -- | --- | --- |
| South Melbourne | 2 | 2 | 0 | 0 | 12 | 1  | +11 | 6   |
| Malaita Eagles  | 2 | 1 | 0 | 1 | 15 | 4  | +11 | 3   |
| Konica Machine  | 2 | 0 | 0 | 2 | 2  | 24 | −22 | 0   |

#### Resultados
| 18 de septiembre de 1999 | South Melbourne | 2:1 | Malaita Eagles | Churchill Park, Lautoka |  |

| 20 de septiembre de 1999 | Malaita Eagles | 14:2 | Konica | Churchill Park, Lautoka |  |

| 22 de septiembre de 1999 | South Melbourne | 10:0 | Konica | Churchill Park, Lautoka |  |

### Grupo B
| Equipo | J | G | E | P | GF | GC | GD  | Pts |
| ------ | - | - | - | - | -- | -- | --- | --- |
| Vénus  | 2 | 1 | 1 | 0 | 15 | 2  | +13 | 4   |
| Nadi   | 2 | 1 | 1 | 0 | 14 | 1  | +13 | 4   |
| Kiwi   | 2 | 0 | 0 | 2 | 1  | 27 | −26 | 0   |

#### Resultados
| 18 de septiembre de 1999 | Nadi | 1:1 | Vénus | Prince Charles Park, Nadi |  |

| 20 de septiembre de 1999 | Nadi | 13:0 | Kiwi | Prince Charles Park, Nadi |  |

| 22 de septiembre de 1999 | Vénus | 14:1 | Kiwi | Churchill Park, Lautoka |  |

### Grupo C
| Equipo         | J | G | E | P | GF | GC | GD  | Pts |
| -------------- | - | - | - | - | -- | -- | --- | --- |
| Central United | 2 | 1 | 1 | 0 | 18 | 2  | +16 | 4   |
| Tafea          | 2 | 1 | 1 | 0 | 12 | 2  | +10 | 4   |
| Lotoha'apai    | 2 | 0 | 0 | 2 | 0  | 26 | −26 | 0   |

#### Resultados
| 18 de septiembre de 1999 | Tafea | 10:0 | Lotoha'apai | Churchill Park, Lautoka |  |

| 20 de septiembre de 1999 | Central United | 16:0 | Lotoha'apai | Churchill Park, Lautoka |  |

| 22 de septiembre de 1999 | Central United | 2:2 | Tafea | Churchill Park, Lautoka |  |

### Mejor segundo
| Equipo         | Gr | Pts | PJ | PG | PE | PP | GF | GC | Dif |
| -------------- | -- | --- | -- | -- | -- | -- | -- | -- | --- |
| Nadi           | B  | 4   | 2  | 1  | 1  | 0  | 14 | 1  | 13  |
| Tafea          | C  | 4   | 2  | 1  | 1  | 0  | 12 | 2  | 10  |
| Malaita Eagles | A  | 3   | 2  | 1  | 0  | 1  | 15 | 4  | 11  |

## Fase final
|  | Semifinales     | Semifinales     | Semifinales |      |                 | Final           | Final | Final |  |
|  |                 |                 |             |      |                 |                 |       |       |  |
|  |                 |                 |             |      |                 |                 |       |       |  |
|  | Central United  | Central United  | 0           |      |                 |                 |       |       |  |
|  | Central United  | Central United  | 0           |      |                 |                 |       |       |  |
|  | Nadi            | Nadi            | 1           |      |                 |                 |       |       |  |
|  | Nadi            | Nadi            | 1           |      | South Melbourne | South Melbourne | 5     |       |  |
|  |                 |                 |             |      | South Melbourne | South Melbourne | 5     |       |  |
|  |                 |                 | Nadi        | Nadi | 1               |                 |       |       |  |
|  | South Melbourne | South Melbourne | Nadi        | Nadi | 1               | 3               |       |       |  |
|  | South Melbourne | South Melbourne |             |      |                 | 3               |       |       |  |
|  | Vénus           | Vénus           | 0           |      |                 |                 |       |       |  |
|  | Vénus           | Vénus           | 0           |      |                 |                 |       |       |  |
|  |                 |                 |             |      |                 |                 |       |       |  |

### Semifinales
| 24 de septiembre de 1999 | Central United | 0:1 (0:1) | Nadi FC    | Churchill Park, Lautoka |  |
|                          |                |           | Mamaqa 36' |                         |  |

| 24 de septiembre de 1999 | South Melbourne                          | 3:0 (2:0) | AS Venus | Churchill Park, Lautoka |  |
|                          | Coveny 38' · Liparoti 44' · Trimboli 76' |           |          |                         |  |

### Tercer Puesto
| 26 de septiembre de 1999                                                                                                   | Central United | suspendido | AS Venus | Prince Charles Park, Nadi  |  |
| |                |            |          | Asistencia: 0 espectadores |  |
| El partido no se jugó por la cantidad de jugadores lesionados del Central United que hubieron en el partido ante el Tafea. |                |            |          |                            |  |

### Final
| 26 de septiembre de 1999 | South Melbourne                                                                       | 5:1 (2:0) | Nadi     | Prince Charles Park, Nadi       |                                 |
|                          | Isoifidis 8' · Clarkson 16' · Curcija 47' (pen.) · Coveny 50' · Panopoulos 73' (pen.) |           | Voli 87' | Asistencia: 10 000 espectadores | Asistencia: 10 000 espectadores |

| Australia                          |
| Campeón South Melbourne 1.° título |

## Tabla acumulada
| Equipo | Equipo          | Pts | PJ | PG | PE | PP | GF | GC | Dif | Rend  |
| ------ | --------------- | --- | -- | -- | -- | -- | -- | -- | --- | ----- |
| 1      | South Melbourne | 12  | 4  | 4  | 0  | 0  | 20 | 2  | 18  | 100%  |
| 2      | Nadi            | 7   | 4  | 2  | 1  | 0  | 16 | 6  | 10  | 58,3% |
| 3      | Central United  | 4   | 3  | 1  | 1  | 1  | 18 | 3  | 15  | 44,4% |
| 4      | Vénus           | 4   | 3  | 1  | 1  | 1  | 15 | 5  | 10  | 44,4% |
| 5      | Tafea           | 4   | 2  | 1  | 1  | 0  | 12 | 2  | 10  | 66,6% |
| 6      | Malaita Eagles  | 3   | 2  | 1  | 0  | 1  | 15 | 4  | 11  | 50%   |
| 7      | Konica          | 0   | 2  | 0  | 0  | 2  | 2  | 24 | -22 | 0%    |
| 8      | Kiwi            | 0   | 2  | 0  | 0  | 2  | 1  | 27 | -26 | 0%    |
| 9      | Lotoha'apai     | 0   | 2  | 0  | 0  | 2  | 0  | 26 | -26 | 0%    |